# Lupinus amandus
Lupinus amandus är en ärtväxtart som beskrevs av Charles Piper Smith. Lupinus amandus ingår i släktet lupiner, och familjen ärtväxter. Inga underarter finns listade i Catalogue of Life.